# Olympische Sommerspiele 2008/Radsport – Mountainbike (Männer)
Das Mountainbikerennen der Männer bei den Olympischen Spielen 2008 in Peking fand am 23. August 2008 statt.
Um 15:00 Uhr Ortszeit starteten alle 50 Athleten gemeinsam das Rennen. Die Distanz für das Rennen betrug 35,6 km.
Der Franzose Julien Absalon bildete zu Beginn eine Ausreißergruppe und konnte mit einer Siegerzeit von 1:55:59 h seine Goldmedaille von Athen verteidigen. Sein Teamkollege Jean-Christophe Péraud belegte den Silberrang und Bronze gewann in einem Schlusssprint der Schweizer Nino Schurter.

## Ergebnisse
| Rang | Athlet                 | Nation             | Zeit (h)     |
| ---- | ---------------------- | ------------------ | ------------ |
| 1    | Julien Absalon         | Frankreich         | 1:55:59      |
| 2    | Jean-Christophe Péraud | Frankreich         | 1:57:06      |
| 3    | Nino Schurter          | Schweiz            | 1:57:52      |
| 4    | Christoph Sauser       | Schweiz            | 1:57:54      |
| 5    | Marco Aurelio Fontana  | Italien            | 1:59:59      |
| 6    | Christoph Soukup       | Österreich         | 2:00:11      |
| 7    | Liam Killeen           | Großbritannien     | 2:00:14      |
| 8    | Iñaki Lejarreta        | Spanien            | 2:00:21      |
| 9    | Sven Nys               | Belgien            | 2:01:00      |
| 10   | José Antonio Hermida   | Spanien            | 2:01:01      |
| 11   | Manuel Fumic           | Deutschland        | 2:01:16      |
| 12   | Oliver Beckingsale     | Großbritannien     | 2:01:25      |
| 13   | Marek Galiński         | Polen              | 2:01:29      |
| 14   | Cédric Ravanel         | Frankreich         | 2:01:38      |
| 15   | Burry Stander          | Südafrika          | 2:01:58      |
| 16   | Moritz Milatz          | Deutschland        | 2:02:59      |
| 17   | Fredrik Kessiakoff     | Schweden           | 2:03:09      |
| 18   | Jaroslav Kulhavý       | Tschechien         | 2:03:20      |
| 19   | Roel Paulissen         | Belgien            | 2:03:30      |
| 20   | Geoff Kabush           | Kanada             | 2:03:55      |
| 21   | Rubens Donizete        | Brasilien          | 2:05:19      |
| 22   | Ji Jianhua             | China              | 2:05:29      |
| 23   | András Parti           | Ungarn             | 2:06:00      |
| 24   | Kashi Leuchs           | Neuseeland         | 2:06:30      |
| 25   | Jakob Fuglsang         | Dänemark           | 2:06:41      |
| 26   | Héctor Páez            | Kolumbien          | 2:06:46      |
| 27   | Dario Alejandro Gasco  | Argentinien        | 2:07:04      |
| 28   | Carlos Coloma Nicolás  | Spanien            | 2:09:05      |
| 29   | Adam Craig             | Vereinigte Staaten | LAP (1 lap)  |
| 30   | Yader Zoli             | Italien            | LAP (1 lap)  |
| 31   | Klaus Nielsen          | Dänemark           | LAP (1 lap)  |
| 32   | Filip Meirhaeghe       | Belgien            | LAP (2 laps) |
| 33   | Wolfram Kurschat       | Deutschland        | LAP (2 laps) |
| 34   | Rudi van Houts         | Niederlande        | LAP (2 laps) |
| 35   | Bilal Akgül            | Türkei             | LAP (2 laps) |
| 36   | Cristóbal Silva        | Chile              | LAP (2 laps) |
| 37   | Bart Brentjens         | Niederlande        | LAP (2 laps) |
| 38   | Emil Lindgren          | Schweden           | LAP (2 laps) |
| 39   | Daniel McConnell       | Australien         | LAP (2 laps) |
| 40   | Chun Hing Chan         | Hongkong           | LAP (2 laps) |
| 41   | Juri Trofimow          | Russland           | LAP (2 laps) |
| 42   | Serhij Rysenko         | Ukraine            | LAP (3 laps) |
| 43   | Todd Wells             | Vereinigte Staaten | LAP (3 laps) |
| 44   | Seamus McGrath         | Kanada             | LAP (3 laps) |
| 45   | Mannie Heymans         | Namibia            | LAP (3 laps) |
| 46   | Kōhei Yamamoto         | Japan              | LAP (3 laps) |
| 47   | Federico Ramírez       | Costa Rica         | LAP (5 laps) |
| 48   | Antipass Kwari         | Simbabwe           | LAP (6 laps) |
| −    | Florian Vogel          | Schweiz            | DNF          |
| −    | Robin Seymour          | Irland             | DNF          |